# 孔斯

孔蘇是埃及神話中的第一代月神。他有漫遊者、擁抱者、尋路者與保護者的称号，是光與夜晚之神，人們命運的創造者。他保護人們不受野生動物侵襲，增強男子的生殖力並協助治癒。在底比斯等地區，他被認為是阿蒙和姆特的兒子。

## 形象
孔蘇通常都以木乃伊的形象出現，以小孩子的造型出現時，表示新月，以成年男子的形象出現時，則表示滿月。有時候，他的頭部被描繪成與荷魯斯相似的隼頭，戴著與拉頭上日輪相似的月輪。

## 神話
傳說孔蘇喜愛利用塞尼特遊戲打賭，其主要棋友是智慧之神托特和天空女神努特。傳說托特曾經與其以光為赌注，孔蘇輸了比赛，因此除了满月时无法展现它所有的光芒。
另外，作為大地的蓋布與作為天空努特形影不離，導致世間生物沒有生存的空間，於是其父親空氣之神舒受到太陽神拉的命令，將天地分開，禁止努特與其丈夫蓋布在日曆上的任何一天接近。於是托特與孔蘇打賭，得到日曆外的五天以生下歐西里斯、艾西絲、賽特、奈芙蒂斯和荷鲁斯五神，這新的五天在後來也成為了古埃及的新年時段。
根據一則紀錄於卡奈克的托勒密時期孔蘇神殿牆面上的神話，甚至將祂描述成在宇宙創生時的重要角色。孔蘇不只主宰月亮，祂也是治癒之神，擁有打敗侵擾土地、空氣、海洋與天空之邪惡靈魂的絕對力量，這些靈魂與人為敵，以病痛攻擊身體，並導致衰退、瘋狂，以及死亡。因此，在〈Bekheten王子〉（寫在刻於西元前四世紀，但描述西元前13世紀的拉美西斯二世事蹟的Bentresh石碑）故事中，當使節要求請一位神幫忙驅除邪靈、治療疾病，法老立刻到孔蘇的神廟。據說祂也親自治癒了法老托勒密四世，法老為了感謝祂，使用「保護國王並驅離邪惡的孔蘇所摯愛的」（beloved of Khonsu who protects the king and drives away evil spirits）的稱號［epithet］。祂的關愛當然不會只在法老，也會延伸到一般平民，因此，許多埃及人以祂為名。人們也相信祂能夠影響生育力（fertility），祂能使植物成長、水果成熟、動物孕育繁殖，對於男人和女人而言，祂更是愛之神，還能幫助女人懷孕。
然而，祂也有黑暗的一面。在埃及早期歷史中，孔蘇似乎被認為是暴力而危險的神。祂在〈食人者讚歌〉（Cannibal hymn，金字塔文的一部份）中是一位嗜血的神，是弒神者（Slayer of Lords），幫助死去的國王抓住並吃掉其他神祇，而棺木文則形容他是「靠心臟生存的孔蘇」（Khonsu who lives on hearts）。不過到了新王國時期，他主要被當作阿蒙與母特溫和而慈悲的兒子來崇拜，後世的死亡之書也不再抄錄有這個段落。
關於祂名字的意義有一些歧見。部分學者推測是代表尊貴的胎盤（placenta，埃及文轉寫作h-nisw），但現在普遍接受這個名字出自「khenes」（hns），意為「跨越（to cross）」或「旅行（to travel）」（指祂跨越天空的旅程）。然而孔蘇還有幾個不同的稱號，用來稱呼祂不同的形象：：
1.非常滿意的底比斯孔蘇（Khonsu em Wadjet nefer hotep）
2.新月孔蘇（Khensu-pa-khart）：祂是新月光的化身，是新生之光的象徵，也是世代與繁衍之源。神的這個面向也和清新的空氣連結，因此也連繫到「蘇」（Shu，空氣之神）。在新月之時，祂被稱為「全能的公牛（mighty bull）」，到了月圓祂則被與閹割的公牛連結。
3.Khonsu pa-khered（孩童孔蘇）被描述為「阿蒙神的第一個偉大兒子」（first great son of Amun），也是拉神的一個面向。就像Ra-Horakhty，祂被認為在早晨時是小孩，晚上為老人，祂在一年之初也被形塑成一名兒童，祂再變得虛弱後以孩童之姿重新降臨，如同光盤（Disk）般重生。
4.供給者孔蘇（Khonsu pa-ir-sekher，Khonsu the provider，希臘人稱為Chespisichis）
5.壽命決定者孔蘇（Khonsu heseb-ahau，Khonsu, decider of the life span）
6.真理（Ma'at）之主（卜塔［Ptah］也使用這個稱號）

## 流行文化
- 美國漫威漫畫超級英雄月光騎士就是以孔蘇為其代理人創作。